# Зграда комунистичке општине у Нишу
Зграда комунистичке општине у Нишу, данас Народна библиотека "Стеван Сремац", смештена је на углу улица Боривоја Гојковића и трга Павла Стојковића. Споменик је борби и победи комуниста Ниша над владајућом буржоазијом у периоду између два светска рата.

## Декларација комунистичке општине Ниш
Од 28. августа 1920. до 26. јуна 1921. године у овој згради делала је комунистичка општина са Павлом Стојковићем на челу. Победа на општинским изборима крајем августа 1920. године представља најзначајнији датум у историји предратног периода радничког и комунистичког покрета Ниша. У овој згради је донета позната Декларација комунистичке општине Ниша, којом је остварена "општинска самоуправа" : у комуналној привреди -"потпуном контролом свих грађана"; у исхрани - отварањем маrацина за куповииу хране, инсталирањем млинова, организовањем хлебарница и месарница"; у стамбеном питању — реквирирањем сувишних простсоија богаташа, празних плацева и зидањем станова на општинском земљишту"; у хигијени и санитету -"отварањем амбуланти и општинских апотека за бесплатно лечење становништва"; у социјалним обавезама — организовањем берзе рада и пружања бесплатне помоћи незапосленим радницима и издржавање жртава рата" и у просветном питању — организовање бесплатне "слободне и нерелигиозне наставе".

## Архитектура
Зграда је подигнута у последњај деценији XIX века. Пројектант је непознат. Грађена је за потребе градске општине и у периоду пре Првог светског рата у њој је била смештена општинска управа - суд општине града Ниша. Грађена је у духу академизма. Постављена је угаоно, са угаоним улазом, касније зазиданим, са фасадом симетричне композиције, правилним распоредом отвора и богатом декоративном пластиком, уклоњеном приликом реновирања зграде 1959. године.

## Зграда данас
После ослобођења Ниша, октобра 1944. године, у овој згради је био оформљен и неко време радио, Градски народноослободилачки одбор - први орган власти остварен победом револуције. У пролеће 1959. године овде је смештена градска Народна библиотека "Стеван Сремац" која се и данас ту налази.

## Споменик културе
Стављена је под заштиту закона 1983. године. Завод за заштиту споменика културе из Ниша извршио је 1988. године ревитализацију зграде, вративши јој првобитни изглед.